# Улица Елены Колесовой (Москва)
У́лица Еле́ны Ко́лесовой — улица в районе Очаково-Матвеевское Западного административного округа города Москвы. Проходит параллельно улице Марии Поливановой от Большой Очаковской улицы до Озёрной улицы.

## История

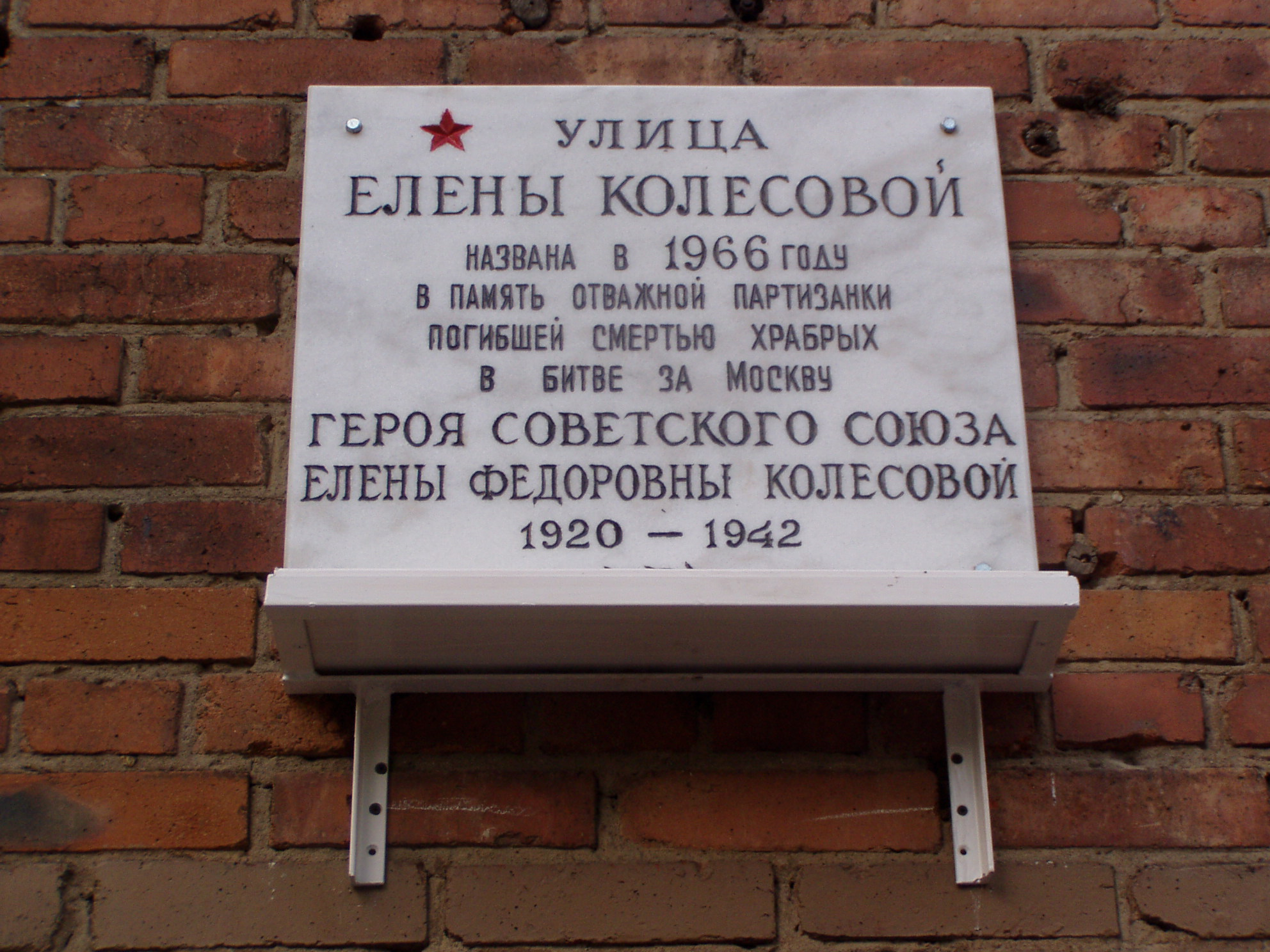
Памятная топонимическая доска на ул. Елены Колесовой

Названа в честь школьной учительницы, героини-партизанки Елены Фёдоровны Колесовой (1920—1942). До 1966 — Первомайская ул.

## Здания и сооружения
По обеим сторонам улица застроена жилыми домами в 1960—1976.
По нечётной стороне:
№ 1/33 — жилой кирпичный 5-этажный дом.
№ 3 — жилой кирпичный 5-этажный дом 1960 года постройки.
№ 5 — жилой кирпичный 5-этажный дом 1960 года постройки (парикмахерская, прачечная, химчистка).
По чётной стороне:
№ 2 — жилой блочный 12-этажный дом 1969 года постройки.
№ 4 корп.1 — жилой панельный 14-этажный дом 1976 года постройки.
№ 4 — жилой блочный 12-этажный дом 1968 года постройки.
№ 6/26 — жилой.

## Транспорт
- По улице городской общественный транспорт не проходит. От станции метро «Озёрная», далее автобусы 226, 630, 785 до остановки «Улица Озёрная, 25» или автобусы 120, 187, 187к, 329, 699, с17 до остановки «Улица Марии Поливановой».
- Станция метро «Озёрная».
- Станция Очаково (300 м).